# Jean-Claude Poirier
Jean-Claud Poirier (Parigi, 14 dicembre 1942 – Parigi, 3 dicembre 1980) è stato un fumettista francese.

## Carriera
Jean-Claude Poirier ha iniziato la sua carriera nei primi anni Sessanta illustrando la serie a fumetti Bibi Fricotin, nella quale ha adattato le storie del clown Achille Zavatta. A partire dal 1967 ha collaborato con diverse riviste per ragazzi come Paul et Mic e Quinze ans. Nel 1969 fu notato da L'Équipe che gli commissiono un fumetto sul Tour de France e da Jacques Lob che gli offrì di collaborare alla sceneggiatura delle avventure di Cactus Papa pubblicate per il mensile per giovani Record.
Tuttavia, è stato il suo arrivo in Pif Gadget a fargli guadagnare i maggiori riconoscimenti. Giovane e nutrito dal suo tempo con il suo stile colorato colpisce per la particolare attenzione ai caratteri che non esitano a sposare il disegno. Jean-Claude Poirier con le avventure Horace, cheval de l'Ouest e poi di Supermatou nel 1975 si conquisto il pubblico dei giovani lettori che ha accompagnato per 10 anni di pubblicazioni. Dal 1975, impegnato dalle illustrazioni di Supermatou, disegnò poco per le altre case editrici, se non in varie pubblicazioni per Pif (qualche raro pocket) e in alcune campagne pubblicitarie, in particolare l'ultima, nel 1980, con Malabar, per la quale disegnò un certo numero di vignette Nel 1978, parallelamente alla sua attività a Pif, iniziò una serie intitolata Charlotte Poireau per Le Journal de Tintin.
L'esiguo numero di album, a causa dalla morte prematura all'età di 37 anni, gli ha impedito di affermarsi nel settore, nonostante il riconoscimento unanime della sua personalità e originalità nella professione di illustratore di fumetti.

## Lavori
- L'idole de Coquetteville, Maximax, collezione Jeunesse Joyeuse, 1965.[9]
- Pas de pitié pour les cowboys, ed. du Kangourou, coll. Pif-Album, 1975.[10]